# Estany de Filià
L'Estany de Filià és un llac d'origen glacial que es troba a 2.134 m d'altitud, a la capçalera de la vall Fosca, al Pallars Jussà, al sud-oest del poble de Cabdella, en el terme municipal de la Torre de Cabdella. És un dels pocs estanys de muntanya del terme que no es troba en una zona lacustre extensa. Aquest estany està aïllat, en els vessants nord-orientals del Tossal de la Costa.
L'estany de Filià és l'estany més meridional dels Pirineus, a la capçalera de la Noguera Pallaresa. És un estany petit i bastant somer amb 1.8 ha de superfície i 5.5m de fondària màxima. La seva conca de quasi 150 està orientada de sud-oest a nord-est amb el Tossal d'Astell (2624 m) com a punt més alt.
La conca està recoberta amb vegetació en poc més de la meitat de la seva superfície. La vegetació dominant són els gespets (prats de Festuca eskia), tot i que també hi ha neretars (matollars de Rhododendron ferrugineum) i prats de pèl caní (Nardus stricta), de F. airoides, de F. yvesii, F. nigrescens, Trifolium thalii i Ranunculus gouanii, de Kobresia myosuroides. Al voltant de l'estany hi ha interessants molleres de Carex fusca. L'estany és oligotròfic i ric amb fanerògames aquàtiques. S'hi troba l'espargani (Sparganium angustifolium), el ranuncle aquàtic (Ranunculus aquatilis), i de Myriophyllum alterniflorum. Cal ressaltar, que a causa de la duresa més elevada de l'aigua, en lloc de les caràcies del gènere Nitella, habituals en els estanys de muntanya, hi és present una espècie de Chara, pròpia d'ambients amb més carbonats a l'aigua.
Pel que fa a la fauna, s'hi ha introduït la truita comuna (Salmo trutta) i el barb roig (Phoxinus phoxinus), i a les zones més someres de l'estany hi ha granota roja (Rana temporaria).
L'estat ecològic és Bo segons la classificació de la Directiva Marc de l'Aigua, tot i que la recent construcció de pistes d'esquí a la seva conca podria afectar seriosament la zona humida. Es troba protegida dins del PEIN de Filià, tot i que no ha quedat finalment inclòs dins de la Xarxa Natura 2000. Cal promoure mesures urgents que permetin compatibilitzar la pràctica de l'esquí amb la preservació de l'estany i les molleres que l'envolten.